# Двор при Богеншперку
Двор при Богеншперку (словен. Dvor pri Bogenšperku) је некадашње насеље у општини Шмартно при Литији, Средњесловенска регија, Словенија.

## Историја
До територијалне реорганизације у Словенији био је у саставу старе општине Литија. Године 1995. насеље је укинуто и подељено на два нова насеља: Богеншперк и Двор.

## Становништво
| Број становника према пописима |
| ------------------------------ |
| 1991                           |
| 101                            |

Напомена: До 1953. исказивано под именом Двор. Године 1995. укинут и подељен на нова самостална насеља Богеншперк и Двор.